# ابو سعد خسرو شاه
ابو سعد خسرو شاه فرزند عمادالدوله ابوکالیجار و امیر آل بویه در فارس بین سال‌های ۱۰۴۹ تا ۱۰۵۴ میلادی (۴۲۷ تا ۴۳۲ خورشیدی) بود.

## زندگی
پس از مرگ ابوکالیجار، برادرش ملک رحیم تاج‌ و تختی با همین عنوان در بغداد راه انداخت. جانشینی خسرو شاه توسط برادرش پولادستون که استان فارس را در کنترل خود داشت، ممانعت شد که به این ترتیب این دو نفر وارد مبارزه و پیکار شدند. در سال ۱۰۴۹ میلادی ملک رحیم سپاهی به فرماندهی ابو سعد خسرو شاه فرستاد که موفق به تسخیر شیراز و دستگیری پولادستون شد. با این حال خسرو شاه با سپاه خود به دلیل افزایش نزاع بین مردمان ترک و دیلمیان به سرعت به عراق بازگشت. در حدود همان زمان سرزمین‌های آل بویه در عمان به طور دائمی از دست می‌رفت. پولادستون دوباره حاکم فارس شد و بخشی از اهواز را از ملک رحیم گرفت. ملک رحیم توانست شهر اهواز را بازپس گیرد و شهر دیگری به نام عسکر مکرم را از پولادستون تصاحب کند. سال بعد یک ارتش مرکب از اعراب و کردها، اهواز و اطراف آن را نابود کرد.
ملک رحیم در سال ۱۰۵۱ یا ۱۰۵۲ میلادی بار دیگر فارس را تصاحب کرد و پولادستون را دستگیر نمود. او سپس ابو سعد خسرو شاه را به فرمانداری فارس برگزید. شیراز در سال ۱۰۵۳ یا ۱۰۵۴ میلادی زمانی که پولادستون به عنوان خراجگزار سلجوقیان برگشت، از بین رفت. در سال ۱۰۵۵ میلادی یک رهبر نظامی دیلمی به نام فولاد شیراز را گرفت. فولاد پس از فتح شیراز با ملک رحیم توافق کرد که قدرت و اختیارات او را تایید کند. با این حال ملک رحیم و ابو سعد خسرو شاه به او اعتماد نکردند و به همراه پولادستون شیراز را از فولاد گرفتند. سپس پولادستون با پیروی از ملک رحیم موافقت کرد. طغرل‌بیگ بعدها ملک رحیم را خراجگزار خود کرد.